# Catoptometra
Catoptometra is een geslacht van haarsterren uit de familie Zygometridae.

## Soorten
- Catoptometra hartlaubi (A.H. Clark, 1907)
- Catoptometra magnifica A.H. Clark, 1908
- Catoptometra ophiura A.H. Clark, 1911
- Catoptometra rubroflava (A.H. Clark, 1908)